# Xenochodaeus simplex
Xenochodaeus simplex is een keversoort uit de familie Ochodaeidae. De wetenschappelijke naam van de soort is voor het eerst geldig gepubliceerd in 1854 door LeConte.